# Diméthylmagnésium
Le diméthylmagnésium est un composé chimique de formule (CH3)2Mg. Cet organomagnésien se présente sous la forme d'un solide blanc pyrophorique. Il s'agit d'un polymère dont la structure est semblable à celle du disulfure de silicium SiS2. Sa structure a été déterminée par cristallographie aux rayons X et montre que les atomes de magnésium sont entourés par quatre groupes méthyle selon une géométrie tétraédrique, chacun de ces groupe méthyle jouant le rôle d'un ligand pontant entre deux atomes de magnésium. La liaison Mg–C a une longueur de 224 pm.

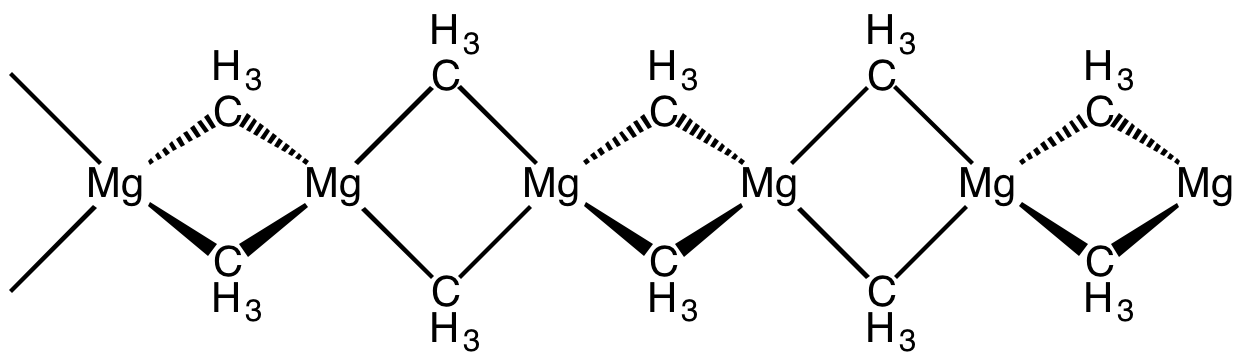
Structure polymérique du diméthylmagnésium.

Il peut être obtenu en ajoutant un équivalent de dioxane à un réactif de Grignard, en l'occurrence une solution d'halogénure de méthylmagnésium, CH3MgX :
2 CH3MgX + dioxane  {\displaystyle \rightleftharpoons }  (CH3)2Mg + MgX2(dioxane)↓
Le complexe MgX2(dioxane) forme un précipité qui déplace l'équilibre chimique vers la droite ; cette réaction est appelée équilibre de Schlenk.
On peut également former du diméthylmagnésium par réaction de calcium, de magnésium et d'iodométhane CH3I dans l'éther diéthylique ou par réaction de diméthylmercure (CH3)2Hg avec du magnésium,.